# لوبوچوو
لوبوچوو (به لاتین: Lubuczewo) یک روستا در لهستان است که در گمینا سووپسک واقع شده‌است. لوبوچوو ۴۶۶ نفر جمعیت دارد.